# Van Hall Tapes
Van Hall was een Nederlands gezelschap van drie Amsterdamse humoristen die neptelefoontjes deden naar nietsvermoedende mensen, en daarvan rond 1980 twee LP's hebben uitgebracht.

## Discografie
- 1980 The Van Hall tapes
- 1982 Telefoon sensatie